# Sheng Shicai

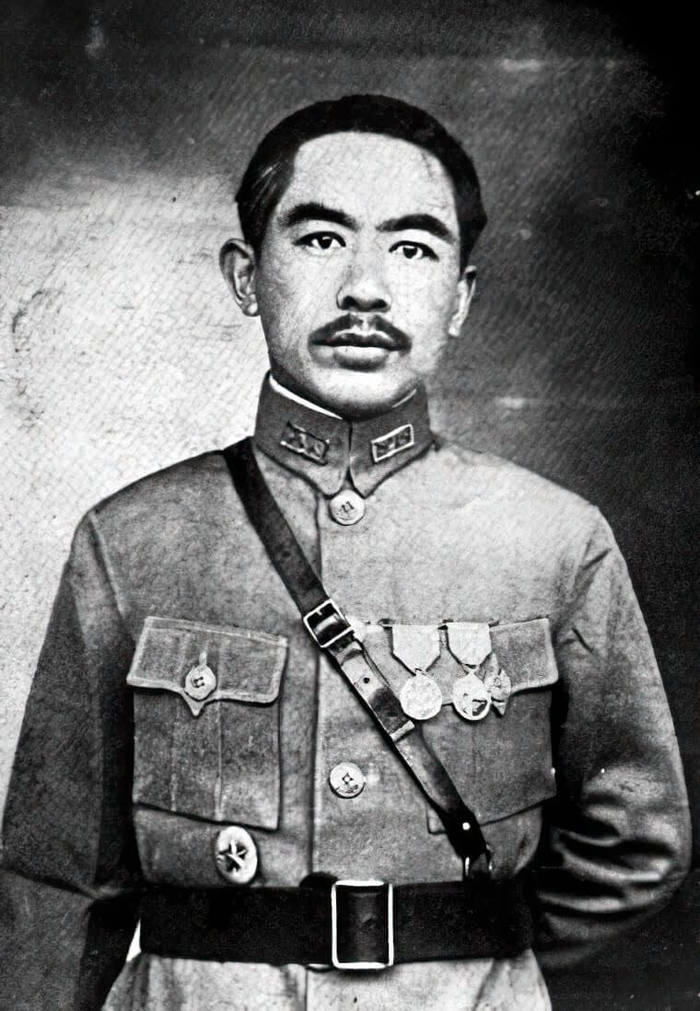
Sheng Shicai

Sheng Shicai (auch Sheng Shi-ts'ai oder Sheng Xicai, chinesisch 盛世才, Pinyin Shèng Shìcái, * 1897 in Kaiyuan; † 13. Juli 1970) war ein mandschustämmiger Kriegsherr in der Republik China und vom 12. April 1933 bis zum 29. August 1944 De-facto-Gouverneur von Xinjiang.

## Leben
Am 3. Dezember 1895 wurde Sheng Shicai als ethnischer Han-Chinese, in Kaiyuan, Mandschurei geboren. Er stammte aus einer wohlhabenden Bauernfamilie, ursprünglich angesiedelt in der Provinz Shandong, floh Sheng Shicais Urgroßvater Sheng Fuxin nach Kaiyuan.
Aus der Ehe mit Qiu Yufang wurde er Vater von vier Kindern.
Im Jahr 1909 im Alter von 14 Jahren besuchte Sheng Shicai die Forst- und Landwirtschaftsschule der Provinz Mukden. Nach drei Jahren beendete er die Schule und begann ein Politikwissenschafts- und Wirtschaftsstudium an der Wusong Public School in Shanhai, zu dem Zeitpunkt war Sheng 17 Jahre alt.
Nach seinem Abschluss im Jahr 1915 begann Sheng Shicai ein Studium in Tokio an der Waseda-Universität und studierte ein Jahr Volkswirtschaftslehre. Schon zu Beginn seiner schulischen Laufbahn wurde Sheng von radikalen Neigungen geprägt, welche sich auch in späteren Entscheidungen widerspiegelten. Zurzeit seines Studiums befasste sich Sheng Shicai mit nationalistischen Werken wie dem „ABC des Kommunismus“ und linken Veröffentlichungen.
Auch sein Umfeld erwies sich als wegweisend. Bedingt durch einige Unruhen in China zog Sheng sich vier Jahre später im Jahr 1919 nach Kaiyuan zurück und nahm als Vertreter der Liaoning-Studenten an der Bewegung des vierten Mai teil. Geprägt durch sein Umfeld entwickelte er eine radikale und antijapanische Einstellung, welche ihn eine militärische Laufbahn einschlagen ließ. Dies beinhaltete eine Ausbildung in der südlichen Provinz Kwantung und der Beginn an der Northeastern Military Academy. Bestimmt wurde Sheng Shicais militärische Gesinnung von liberalen und reformistischen Standpunkten.
Während seiner Militärkarriere machte Sheng schnell Fortschritte und stieg zum Oberstleutnant auf. Hier beteiligte er sich u. a. 1927 an der Nordexpedition und kehrte aus Japan zurück. Als Kommandant einer Kompanie unterstand er dem Kriegsherrn Guo Songling, der Shengs eine Aufnahme in die Kaiserliche Japanische Armeeakademie ermöglichte.
Im Jahr 1925 schlug Sheng Shicai eine politische Laufbahn ein.
Shengs politischer Standpunkt war der linken nationalistischen Seite zuzuordnen. So wurde er Mitglied der Guominjun.
Im Jahr 1930 ernannte der damalige Gouverneur Xinjiangs Jin Shuren Sheng Shicai zum Oberbefehlshaber der Provinztruppen. Sheng reiste dafür über die Sowjetunion an. Grund dieser Ernennung war die Neuorganisation des Militärs in der Provinz Xinjiang. Nach einer Initiative von Gouverneur Jin Shuren hatte Guang Lu ihn ausgesucht.
Im Jahr 1931 begann die Hami-Rebellion im Osten Xinjiangs. Dieser Aufstand unter der Führung von Hodscha Niyaz schnitt die Provinz von Kernchina ab.
Im April 1933 wandten sich vormalige Verbündete von Jin Shuren ab und jagten ihn aus der Hauptstadt Ürümqi. Die Putschisten ernannten daraufhin Sheng Shicai zum neuen Militärgouverneur der Provinz. Seine Machtbasis war anfangs aber sehr klein, deswegen wandte er sich an die Sowjetunion. Die Parteispitze in Moskau entschied, Truppen zu entsenden. Anfang 1934 marschierten sowjetische Truppen in Xinjiang ein.
Im Sommer 1933 ließ Shicai den lokalen Leiter des Flugplatzes der Lufthansa-Tochter Eurasia hinrichten. Im September desselben Jahres stellte die Eurasia den Betrieb nach Ürümqi ein.
Die sowjetischen Berater Shengs sorgte dafür, dass das Wort Uighuren in der Politik der Provinzbehörden genutzt wurde.
Ein bedeutender Wegweiser der Geschichte war Sheng Shicais Annahme einer Nationalitätenpolitik nach sowjetischem Vorbild, welche in der Geschichte zum ersten Mal auftrat. Dies führte dazu, „dass die Politik in Xinjiang eine signifikante Kontinuität mit den in diesem Buch beschriebenen Kämpfen und Debatten aufweisen würde“.
In einem Brief am 27. Juli 1934 sprachen sich Stalin, Molotow und Woroschilow zwar positiv gegenüber Shengs politische Handhabe in Xinjiang aus, lehnten jedoch seinen Antrag auf Beitritt zur Kommunistischen Partei ab und äußerten ihre Ablehnung über seine in früheren Briefen geäußerten Meinungen. Sie berufen sich auf die wirtschaftliche Rückständigkeit Xinjiangs, verurteilen die rasche Umsetzung des Kommunismus in der Provinz als „lächerliche“ Idee und rieten auch davon ab, die Regierung von Nanjing zu stürzen Dennoch zeigte sich die Abhängigkeit des Sheng-Regimes von der Sowjetunion durch die Veröffentlichung der „Sechs großen Richtlinien“ im Dezember 1934 weiter.
Erst vier Jahre später, im August 1938 trat Sheng der KPdSU auf Stalins Wunsch bei. In Xinjiang selbst gründete er bereits 1935 die Anti-Imperialistische Liga, der bis 1939 angeblich 10.000 Mitglieder beitraten. Sheng Shicais gute Beziehung zur Sowjetunion und deren Einfluss auf seine eigene Politik, zeigten sich auch deutlich in seinen militärischen Handlungen. Im Jahr 1937 startete Sheng eine „große Säuberung“ in Xinjiang, welche zusammenfiel mit Stalins Säuberung im Rahmen des Xinjian-Krieges. Im Laufe der Säuberung kamen schätzungsweise 50.000 bis 100.000 Menschen ums Leben. Diese politische Aktion Shengs umfasste die Beseitigung von „Verrätern“, „Pan-Turkisten“, „Volksfeinden“, „Nationalisten“ und „imperialistischen Spionen“. Seine Säuberungen betraf die gesamte politische Elite der Uiguren und Hui.
Noch im selben Jahr der Säuberung, initiierte Sheng einen Dreijahresplan für den Wiederaufbau der politischen Struktur in der Provinz Xinjiang, hierfür erhielt er ein Darlehen von circa 15 Millionen Rubel vonseiten der Sowjetunion.
In den letzten Monaten des Jahres 1942 wurde die Beziehungen zwischen Xinjiang und der Sowjetunion zunehmend schlechter. Im Oktober 1942 forderte Sheng vom sowjetischen Generalkonsul den Abzug des gesamten sowjetischen technischen und militärischen Personals aus Xinjiang. Dies ging einher mit Shengs Furcht um die Niederlage der Sowjetunion. Seine Gesinnung wurde weitestgehend antisowjetisch. In diesem Zug verwies er sowjetische Berater und exekutierte viele Han-Kommunisten, darunter Mao Zemin, Mao Zedongs Bruder. Nach der Wendung im Krieg von Stalingrad änderte Sheng seine Politik jedoch wieder und bat in einem Brief an Stalin um sowjetische Hilfe. Dieser weigerte sich jedoch und schickte Shengs Brief an den KMT-Parteiführer Chiang Kai-shek. Die KMT entfernte Sheng im August 1944.
Xinjiang war zwar ein Teil Chinas, die meisten politischen Angelegenheiten wurden aber über das sowjetische Konsulat in Dihua (heute Ürümqi) abgewickelt. Shengs Herrschaft war von der Unterdrückung und Folter der uigurischen und kasachischen Minderheiten geprägt.
Sheng gestand der Sowjetunion im Jahr 1940 in einem Vertrag das ausschließliche Abbaurecht der Zinn- und anderen Buntmetalle sowie der Erdölvorkommen von Tushantzu zu. Die Sowjets wurden von der Erdölanlage aber kriegsbedingt 1943 abgezogen.
1943 unterstellte er seine Provinz der Kuomintang-Nationalregierung. Am 29. August 1944 trat Sheng offiziell von seinem Amt als Gouverneur zurück und wurde Minister für Land- und Forstwirtschaft der Republik China. Nicht mal einen Monat später am 11. September 1944 verließ er Xinjiang, um sich der chinesischen Regierung anzuschließen. Nach dem Chinesischen Bürgerkrieg floh er nach Taiwan, nahm dort einen anderen Namen an und lebte bis zu seinem Lebensende auf der Insel.

## Werke
- Allen S. Whiting/Sheng Shih-ts'ai: Sinkiang: Pawn or Pivot?, East Lansing (MI): Michigan State University Press 1958.